# 手足症候群
手足症候群（てあししょうこうぐん、英: hand-foot syndrome、HFS）または手掌足底発赤知覚不全症候群（しゅしょうそくていほっせきちかくふぜんしょうこうぐん、英: palmar-plantar erythrodysesthesia、PPE）または 肢端紅斑異感覚症候群（したんこうはんいかんかくしょうこうぐん、英: acral erythrodysesthesia syndrome、AE）またはBurgdorf反応（バーグドルフはんのう）とは、抗悪性腫瘍剤の副作用としてみられる皮膚症状。
カペシタビン、UFT、5-FU、TS-1、ドセタキセル、レボホリナートなどの各種の抗悪性腫瘍剤で起こりうるが、特に手術不能または再発乳癌の治療薬であるカペシタビンに多い。また、まれに鎌状赤血球症の症状として見られる。

## 症状
手足や指先、足底などの四肢末端部（そのほか、時に肘、膝などにも）に、痺れ、皮膚知覚過敏、ヒリヒリ感・チクチク感、発赤、色素沈着、腫脹などが現れる。重篤になると、湿性落屑、潰瘍、水疱、強い疼痛があらわれ、歩行障害、物が掴めないなど日常生活を遂行できなくなることもある。これらの皮膚症状は多くの場合境界が明瞭である。
症状発生までに掛かる期間は原因薬の投与数日後から数か月後であり、投与量および投与速度に依存する。初期症状は手掌と足底の疼きおよび／または痺れであり、痛みを伴い、対称性で、境界明瞭な腫脹と赤斑を認める。その後皮膚が剥離し、症状は寛解する。
症状は原因薬の投与中止後数週間で消失する。

## 原因
手足症候群は通常、細胞毒性を持つ化学療法薬の副作用として発生する。特に、カボザンチニブ、シタラビン、ドキソルビシン、フルオロウラシルおよびそのプロドラッグであるカペシタビンで多い。
分子標的治療でも、特にチロシンキナーゼ阻害薬であるソラフェニブやスニチニブでの発生率が高いが、分子標的薬での手足症候群と従来の化学療法薬での手足症候群には相違点が見られる。

## 機序
発現機序は不明であるが、ほぼ手掌と足底のみに現れることや体表面の温度差、血管の分布、細胞の種類の違い（表皮およびエクリン腺で細胞分裂が活発である）などから、表皮の基底細胞の増殖能の阻害、あるいはエクリン汗腺からの薬剤の分泌などが原因として考えられている。
例として、ドキソルビシン誘発性の手足症候群では、次の様な機序が提案されている。
1. 汗に混ざって皮膚表面に拡散する。
2. 角質層に浸透し、濃縮される。
3. 手掌や足底は汗腺の密度が高く、他部位の皮膚の約10倍の濃度の薬剤が蓄積される。
4. 分裂が活発な細胞に対して毒性が発現する。

## 診断
抗がん剤を投与されている患者が手足の疼痛と腫脹を訴えたら、通常は手足症候群であると考えて良い。造血幹細胞移植後に移植片対宿主病（GVHD）の急性症状（移植後3週間程度）として臨床的および組織学的に同様の症状が出現するので、この場合は手足症候群との鑑別が重要となる。時間が経過すると、GVHDの場合は身体の他の部位にも影響が出始めるのに対して、手足症候群では症状が手足に限られる。3 - 5日ごとに皮膚生検を繰り返すことは、両者の鑑別に有用である。

## 予防
化学療法実施中に手足を冷やすことは、手足症候群の予防に効果がある。小規模な臨床試験で冷却法を始めとする様々なアプローチを用いた予防・治療法が検討されているが、充分な規模の無作為化比較臨床試験が実施されたことはない。

## 治療
手足症候群の主な治療法は、被疑薬の投与中止ならびに対症療法（鎮痛、浮腫治療）、重複感染予防である。しかし、基礎疾患であるがんの治療は疎かにしてはならない。中止した抗がん薬は通常、他の抗がん薬に変更して処方を組み直す。
対症療法としては、創傷治療、患部の挙上、鎮痛薬の使用などが考えられる。 ステロイド系抗炎症薬やピリドキシンが症状の緩和に用いられる。他の臨床研究は結論が出ていない。数多くの治療薬が医学論文に掲載されている中で、ヘンナと10%ウリジン軟膏は臨床試験されている。

## 予後
原因薬剤を再投与すると、症状は必ず再発する。長期化学療法を実施すると、可逆性の掌蹠角化症を生じうる。症状は化学療法の中止後1〜2週間で消失する。

## 歴史
手足症候群は1974年に化学療法関連事象として初めて報告された。

## 関連資料
- Farr, Katherina Podlekareva; Safwat, Akmal. “Palmar-Plantar Erythrodysesthesia Associated with Chemotherapy and Its Treatment”. Case Reports in Oncology 4 (1):  229–235. doi:10.1159/000327767. PMC 3085037. PMID 21537373.